# 东方海笋
是海螂目海笋科海笋属的一种。主要分布于新加坡、马来西亚、印度尼西亚、中国大陆、台湾，常栖息在潮下带。
其种加词“orientalis”意为“东方的”。